# Bottrop
Bottrop er en by der ligger mod vest i den centrale del af Tyskland i delstaten Nordrhein-Westfalen, med omkring 117383 indbyggere. Byen ligger ved floden Emscher i Ruhrområdet i nærheden af Essen, Oberhausen, Gladbeck og Dorsten. Byen har været et center for udvinding af kul og et jernbaneknudepunkt, og indeholder her er fabrikker som producerer kultjæreprodukter, kemikalier, tekstiler og maskineri.
Bottrop voksede frem som et grubecenter i begyndelsen af 1860'erne og fik byrettigheder i 1921. I 1975 blev byen slået sammen med Gladbeck og Kirchhellen, men Gladbeck blev fraskilt igen allerede i 1976, og Kirchhellen blev en bydel i Bottrop.